# Dissorted
Dissorted ist eine deutsche Thrash-Metal Band aus München und wurde 2004 gegründet.

## Geschichte
Die Band wurde im Sommer 2004 in Bad Reichenhall gegründet und spielte in den Folgejahren auf überregionalen Festivals. 2009 siedelte sie nach München um, wo sie sich neu formierte.
Nachdem 2013 nach vielen Besetzungswechseln ein festes Line-Up gefunden wurde, erfolgte 2014 die Veröffentlichung der ersten EP I (Römisch Eins). Am 25. Oktober 2019 erschien ihr Debütalbum The Final Divide.

## Stil
Dissorted spielen melodischen Thrash Metal und verbinden pfeilschnelle Nackenbrecher à la Exodus und Testament mit traditionellen Nuancen wie Iced Earth und Megadeth, haben dabei jedoch immer eine eigene Stilrichtung im Fokus.

## Diskografie
- 2014: I (EP)
- 2019: The Final Divide (Album, Black Sunset / MDD Records)[2]